# Boletus edulis

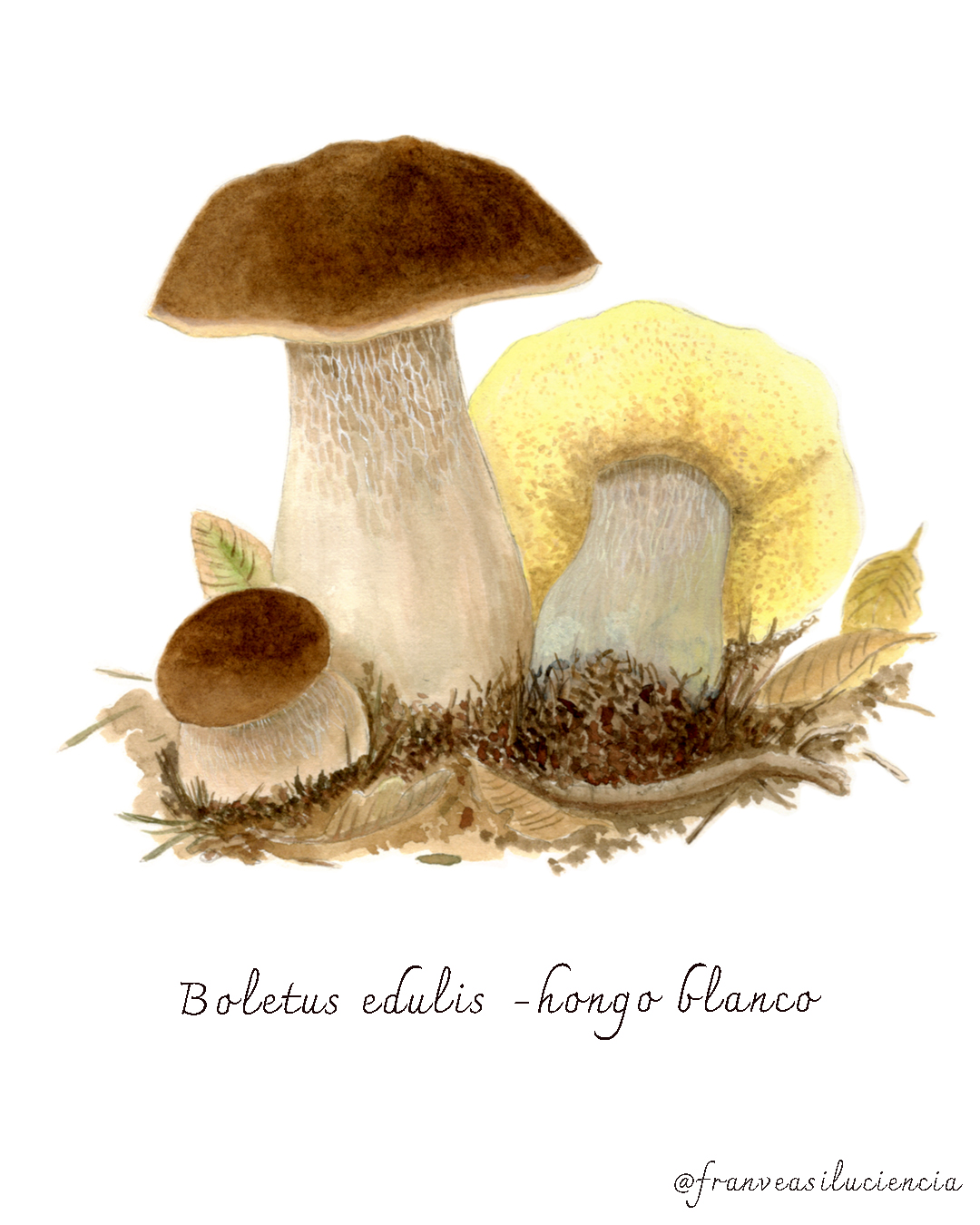
Boletus edulis, acuarela

Boletus edulis es el nombre en científico de una seta comestible, también conocida en España como hongo blanco, hongo pambazo, seta calabaza, seta de calabaza o simplemente calabaza. Puede encontrarse muy frecuentemente en bosques de hoja caducifolia. Es una seta que puede alcanzar dimensiones notables; por lo general el sombrero puede medir de 7 a 20 cm de diámetro y el pie adquirir la misma altura. Suele confundirse con Tylopilus felleus o con Boletus badius.
El hongo crece en bosques de hojas caducas y bosques de coníferasy plantaciones de árboles, formando asociaciones simbióticas ectomicorrizas con árboles vivos envolviendo las raíces subterráneas del árbol con vainas de tejido fúngico. El hongo produce esporas con basidiocarpos por encima del suelo en verano y otoño. El cuerpo fructífero tiene un gran tapón marrón que en ocasiones puede alcanzar los 30 cm (12 plg), raramente 40 cm (16 plg) de diámetro y 3 kg de peso. Al igual que otros boletes, tiene tubos que se extienden hacia abajo desde la parte inferior de la tapa, en lugar de branquias; las esporas escapan en la madurez a través de las aberturas de los tubos, o poros. La superficie de los poros del cuerpo del fruto de B. edulis es blanquecina cuando es joven, pero envejece a un amarillo verdoso. El robusto estípite, o tallo, es de color blanco o amarillento, de hasta 20 cm, raramente 30 cm de alto y 10 cm de grueso, y parcialmente cubierto con un patrón de red en relieve, o reticulado.
Apreciado como ingrediente en diversos platos culinarios, el B. edulis es un hongo comestible muy apreciado en muchas cocinas, y se prepara y consume habitualmente en sopas, pasta o risotto. El champiñón tiene un bajo contenido en grasas y hidratos de carbono digeribles, y un alto contenido en proteínas, vitaminas, minerales y fibra dietética. Aunque se vende comercialmente, es muy difícil de cultivar. Disponible fresca en otoño en toda Europa y Rusia, se suele desecar, envasar y distribuir por todo el mundo. Conserva su sabor tras el secado, por lo que se reconstituye y se utiliza en cocina. B. edulis es uno de los pocos hongos que se venden en escabeche.

## Determinación y características
La forma de esta seta es muy característica, quizás similar a la de un tapón de cava. Una de las características más llamativas de esta seta a la hora de determinarla es el color de su sombrero, de color pardo más o menos oscuro, con el borde netamente más claro que el resto; posee una coloración inicialmente blanca, que adquiere poco a poco un aspecto más oscuro. Cutícula lisa, no aterciopelada, viscosa en tiempo húmedo. Los tubos del himenio son al principio blanquecinos, después amarillo-oliva, largos, libres, fáciles de separar del sombrero, no azulean. Los poros primero cerrados y finos, blancos o blanco grisáceo, después amarillo, finalmente verdosos. El sombrero es carnoso y sólido, al principio hemisférico, después convexo y finalmente convexo-aplanado. El pie es robusto, grueso, lleno y sólido, ventrudo de joven para tornarse cilíndrico cuando crece. Color blanco o marrón claro, adornado en su parte superior por un retículo blanco.

## Composición química e investigación

Fórmula esquelética que representa los aminoácidos cisteína y glicina unidos en un enlace peptídico, con grupos carboxi y amino libres en cada extremo de la cadena peptídica. Los paréntesis alrededor del enlace peptídico indican que interviene un número variable de aminoácidos. Las fitoquelatinas confieren a B. edulis resistencia a metales pesados tóxicos como el cadmio.

Los cuerpos fructíferos de Boletus edulis contienen diversas sustancias, incluidos 500 mg de ergosterol por 100 g de seta seca, y ergotioneína Los cuerpos fructíferos contienen numerosos polifenoles, especialmente un alto contenido de ácido rosmarínico, y ácidos orgánicos (como los ácidos oxálico, cítrico, málico, succínico y fumárico), y alcaloides.

### Aromas
Los compuestos aromáticos que confieren a las setas B. edulis su fragancia característica incluyen unos 100 componentes, como ésteres y ácidos grasos. En un estudio de compuestos aromáticos, la 1-octen-3-ona fue la sustancia química más prevalente detectada en las setas crudas, y las pirazinas tuvieron un mayor efecto aromático y un contenido elevado tras el secado.

## Usos gastronómicos
Esta seta es una de las más apreciadas por su sabor y textura. El nombre latino de la seta indica esta característica: en latín edulis significa comestible. Suele emplearse tanto cocinada como en conservas (en vinagre o aceite). La carne de esta seta es blanca (tirando hacia marrón) y compacta, tanto en el sombrero como en el pie, aunque los ejemplares más viejos suelen mostrar una carne más blanda. No suele despedir olores particulares y tiene un sabor bien definido: dulce como el de las avellanas.

## Hábitat y distribución

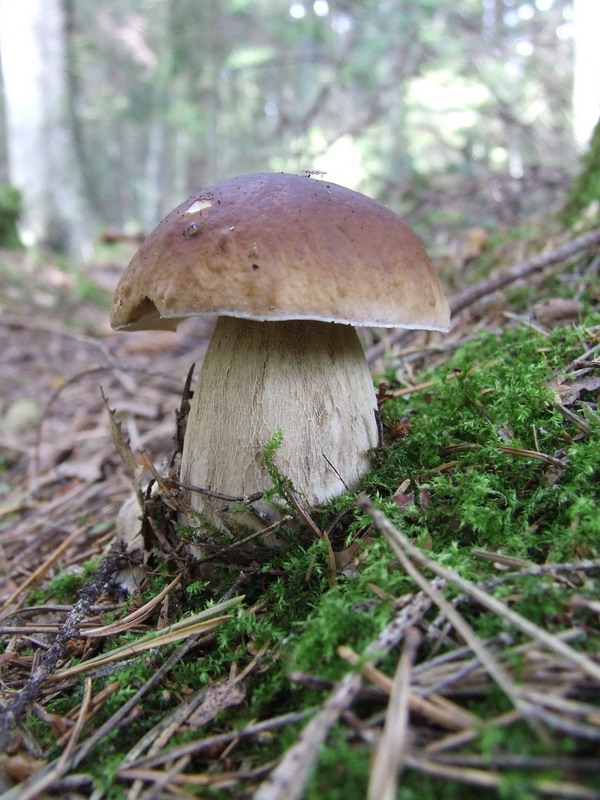
En Lituania

Los cuerpos fructíferos del Boletus edulis pueden crecer aislados o en pequeños racimos de dos o tres ejemplares. El hábitat del hongo consiste en áreas dominadas por pinos (Pinus spp.), abetos (Picea spp.), cicutas (Tsuga spp. ) y abetos (Abies spp.), aunque otros hospedadores incluyen castaño, chinquapin, haya, Keteleeria spp., Lithocarpus spp., y roble. En California, los porcini se han recolectado en una gran variedad de bosques, como bosques costeros, bosques interiores secos de roble y sabanas y bosques mixtos montanos interiores de gran altitud. a una altitud de 3,5 m (11,5 pies). En el noroeste de España, son comunes en matorrales dominados por las especies de rosal Cistus ladanifer y Halimium lasianthum. En la región del mediodía, en el suroeste de Francia, son especialmente apreciadas y localmente llamadas cèpe de Bordeaux, por la ciudad desde la que se comercializan hacia el norte y el extranjero.
El Boletus edulis tiene una distribución cosmopolita, concentrada en regiones frías-templadas a subtropicales. Es común en Europa -desde el norte de Escandinavia, hacia el sur hasta los extremos de Grecia e Italia- y Norteamérica, donde su área de distribución meridional se extiende hasta México. Es bien conocida en la zona de Borgotaro de Parma, Italia, y allí tiene el estatus de PGI. La distribución europea se extiende hacia el norte hasta Escandinavia y hacia el sur hasta el sur de Italia y Marruecos. En China, el hongo puede encontrarse desde el noreste de Heilongjiang hasta la Meseta de Yunnan-Guizhou y el Tíbet. Se ha registrado su crecimiento bajo Pinus y Tsuga en el Parque Nacional de Sagarmatha en Nepal, así como en los bosques indios de Arunachal Pradesh. En Asia occidental, se ha informado de la presencia de la especie en los bosques del noroeste de Irán.

### Cultivo
Se han dado algunos pasos hacia el cultivo de Boletus edulis, incluyendo la micorrización de arbustos rockrose potenciada por bacterias ayudantes.

### Introducciones no autóctonas
El Boletus edulis crece en algunas zonas donde no se cree que sea autóctono. A menudo se encuentra bajo robles y abedul plateado en Hagley Park en el centro de Christchurch, Nueva Zelanda, donde es probable que haya sido introducida, probablemente en las raíces de hayas, abedules y robles cultivados en contenedores a mediados del siglo XIX, más o menos cuando se empezaron a plantar árboles exóticos en la zona de Christchurch. De forma similar, se ha recolectado en la región de Adelaide Hills de Australia en asociación con tres especies de árboles introducidos. Lleva más de 50 años creciendo abundantemente en asociación con los pinares del sur de KwaZulu-Natal Midlands en Sudáfrica y se cree que se introdujo con la importación de pinos. También crece en plantaciones de pinos en la vecina Zimbabue.

## Localización
En España es posible encontrarla en muchos bosques de hayas, robles, castaños, pinos y también entre jaras ya que es su lugar de origen.

## Microscopía
Esporas amarillo-oliváceas en masa, fusiformes, 14-18x5-5 micras.

## Posibles confusiones
Se puede confundir con el Boletus reticulatus, pero este no tiene el margen blanquecino, su color es uniforme, y la cutícula mate, seca y finamente reticulada. También es un excelente comestible. También con Boletus aereus y Boletus pinicola, excelentes comestibles también.

## Denominaciones en otras lenguas
En inglés se le conoce con un gran número de nombres comunes que incluyen cep (procedente francés cèpe, derivado del gascón cep, del que también deriva el nombre común en catalán cep), king bolete o penny bun. Otro nombre común es porcini (plural del italiano porcino). En euskera se la denomina udazkeneko onddozuri ("hongo blanco de otoño") u onddozuri ("hongo blanco"). En gallego es denominado cogordón,  cogorda o nízcarro.

## Galería

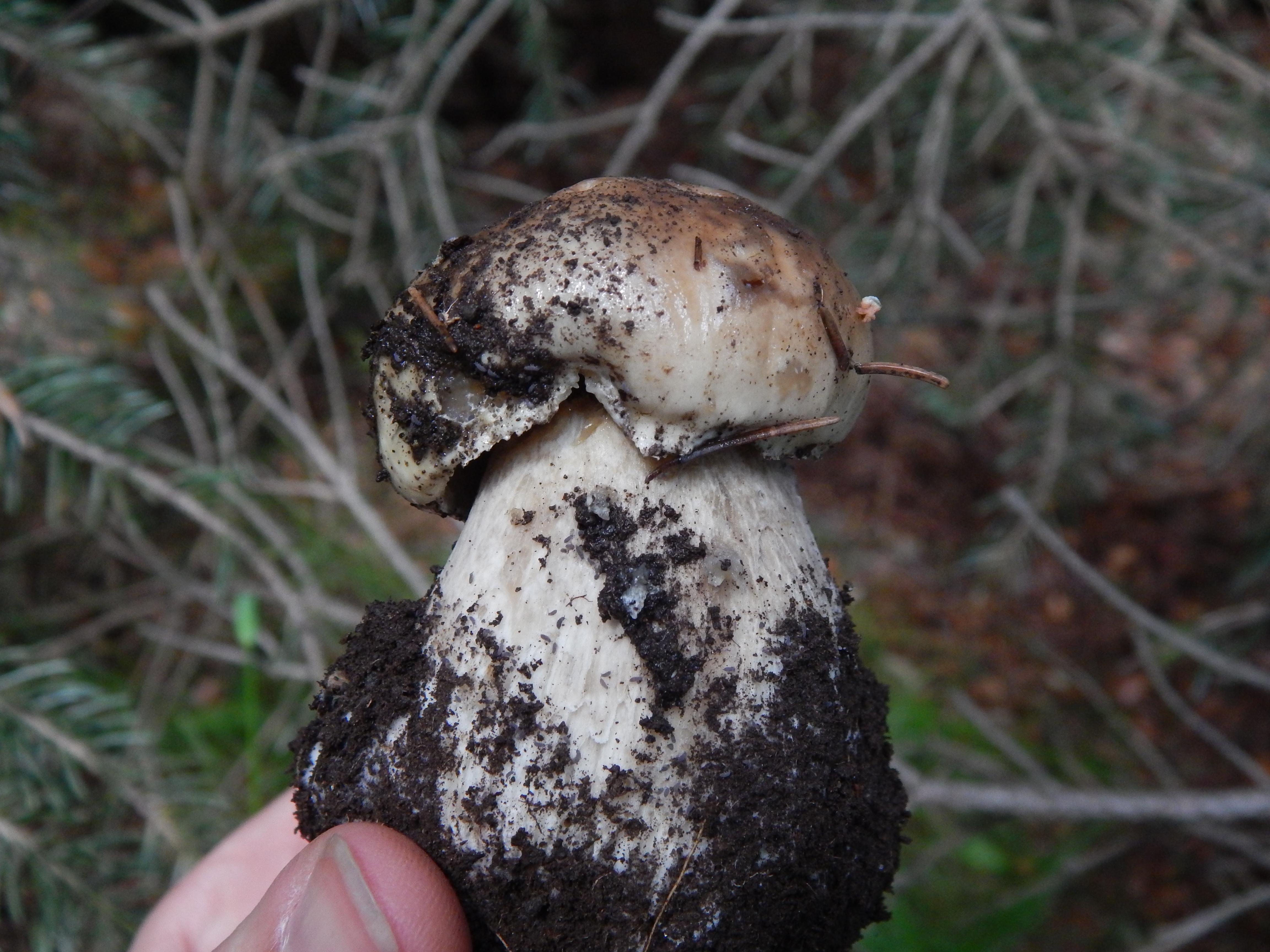
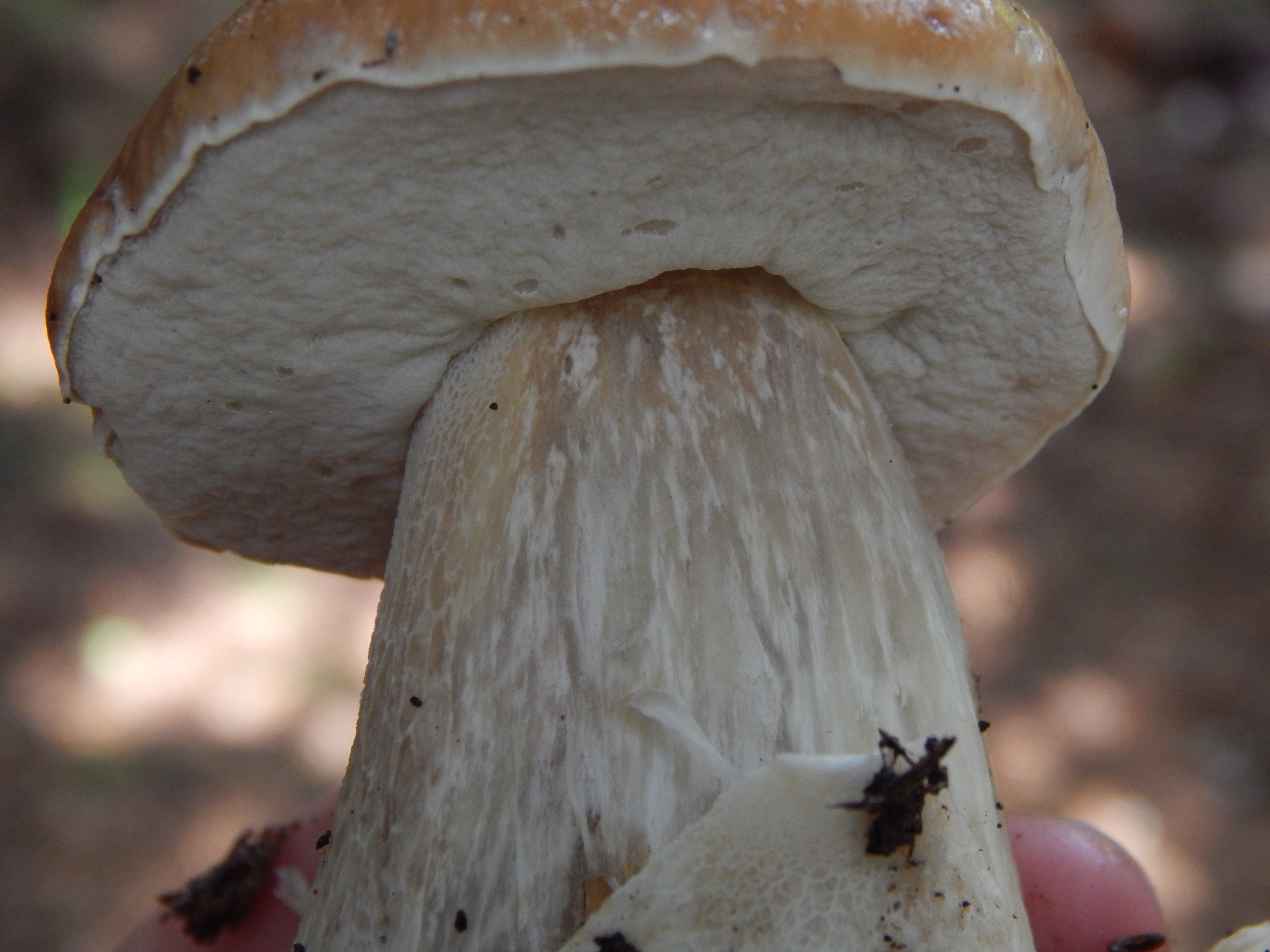
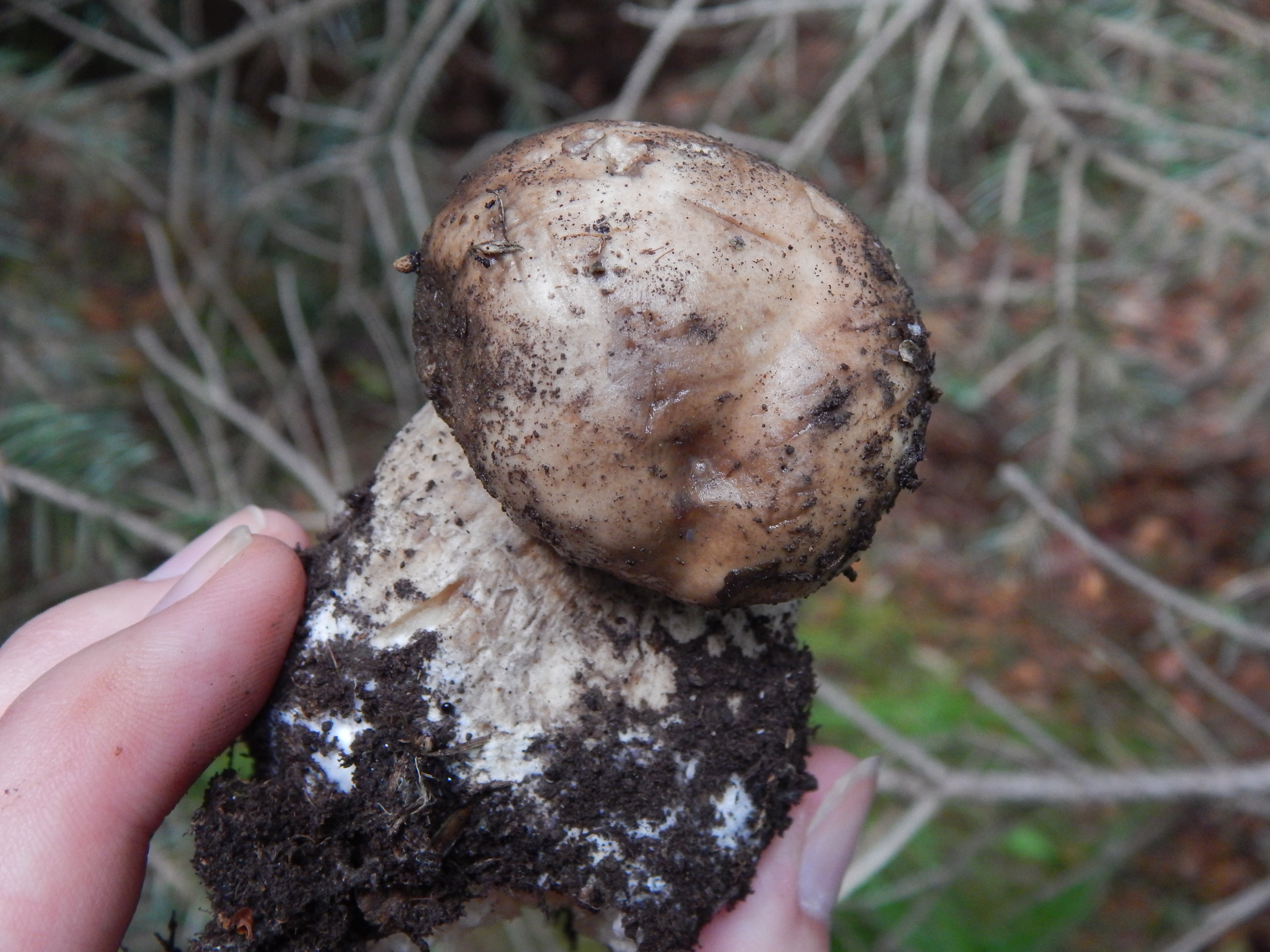
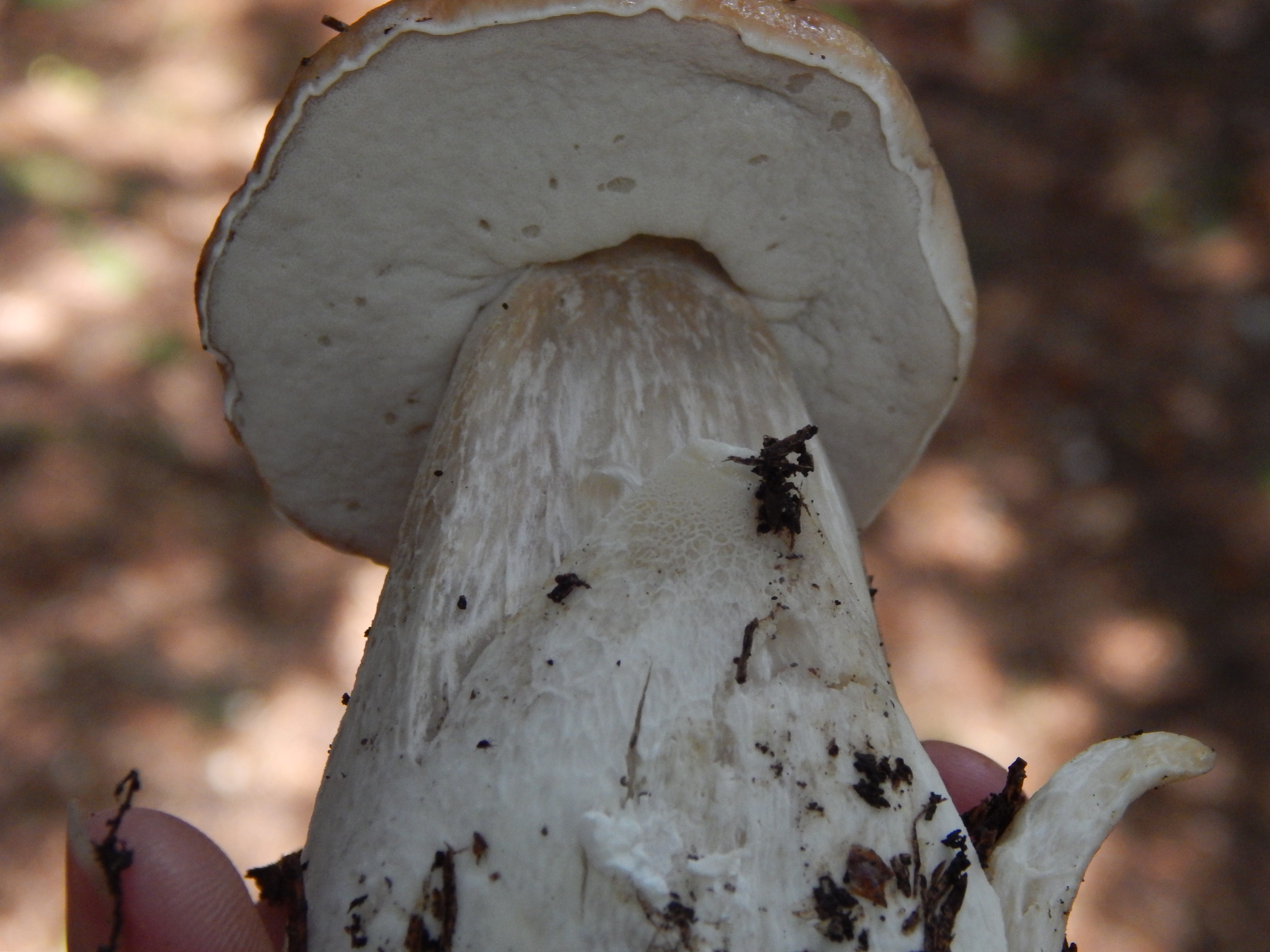
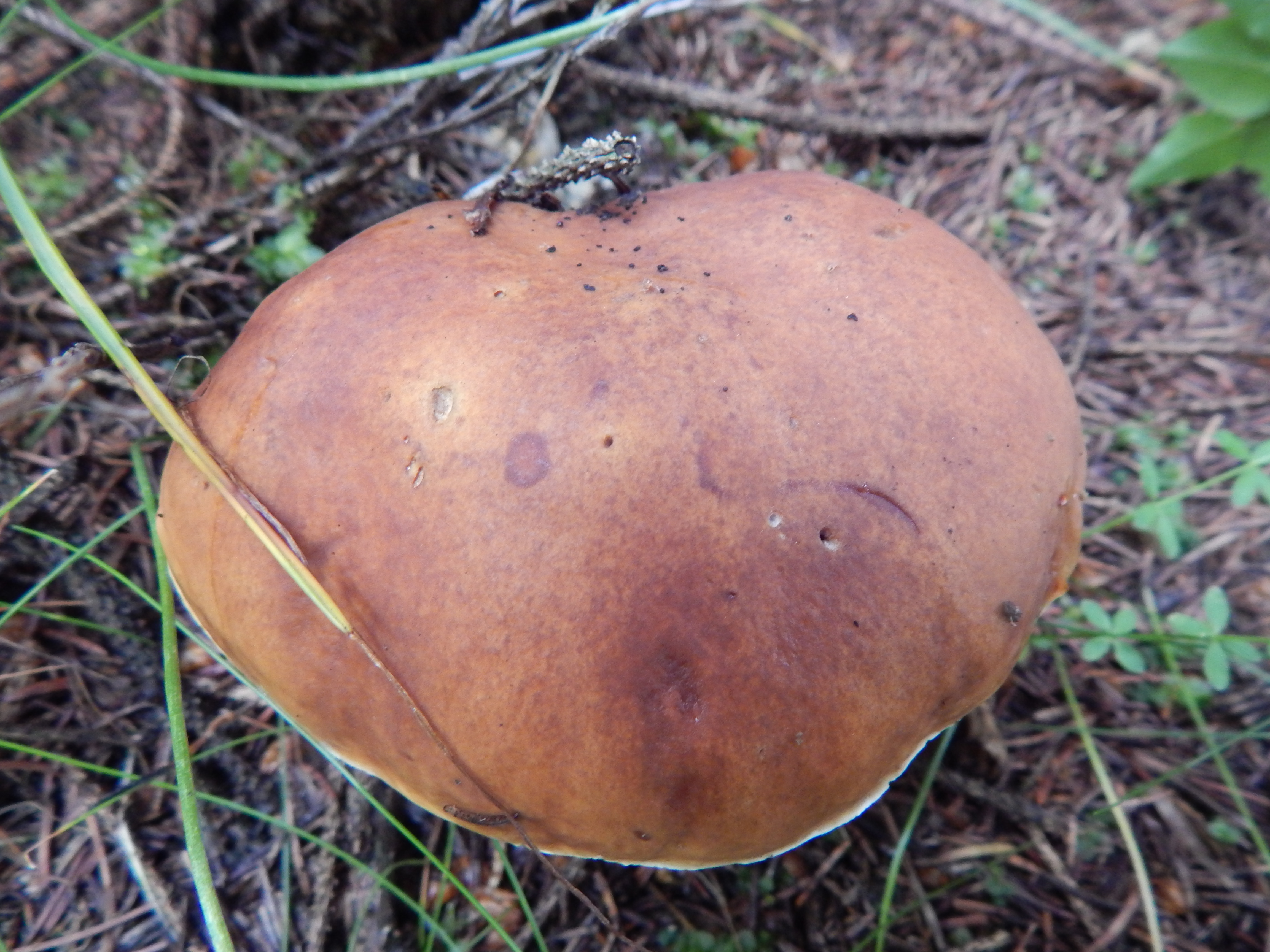
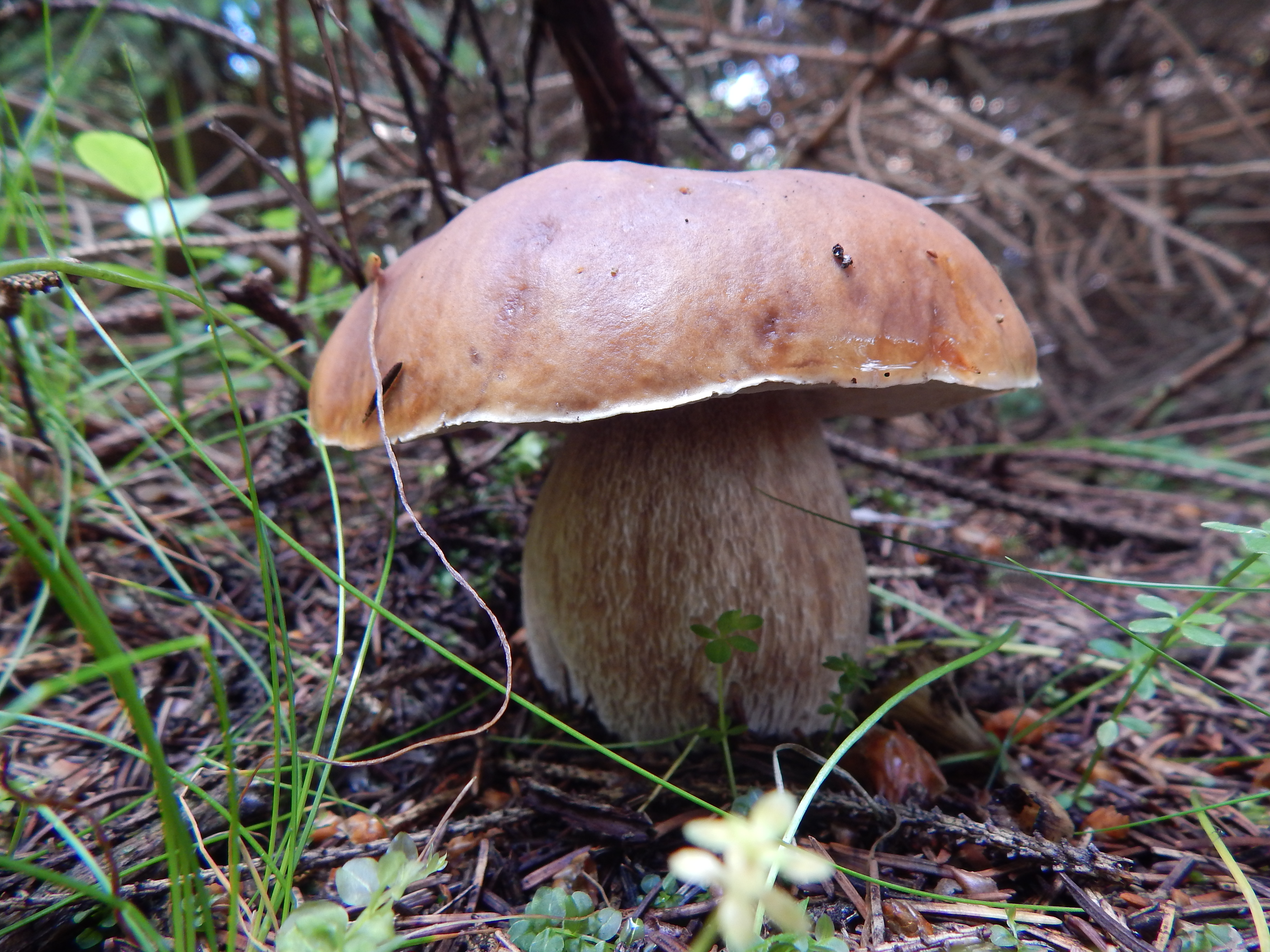